# Euchromia neglecta
Euchromia neglecta är en fjärilsart som beskrevs av Rothschild 1911. Euchromia neglecta ingår i släktet Euchromia och familjen björnspinnare. Inga underarter finns listade i Catalogue of Life.